# Vanalstyneara
× Vanalstyneara (abreviado Vnsta) es un híbrido intergenérico entre los géneros de orquídeas Miltonia x Odontoglossum x Oncidium x Rodriguezia. Fue publicado en Orchid Rev. Orchid Rev. 85(1010, cppo): 10 (1977).